# Stranding (biologie)
Een stranding is een gebeurtenis waarbij een groot dier dat normaliter leeft in zee op het strand terechtkomt en niet in staat is om zelfstandig terug te keren naar dieper water. Een stranding kan zowel een levend als een dood dier betreffen. Het bijbehorende werkwoord is stranden.

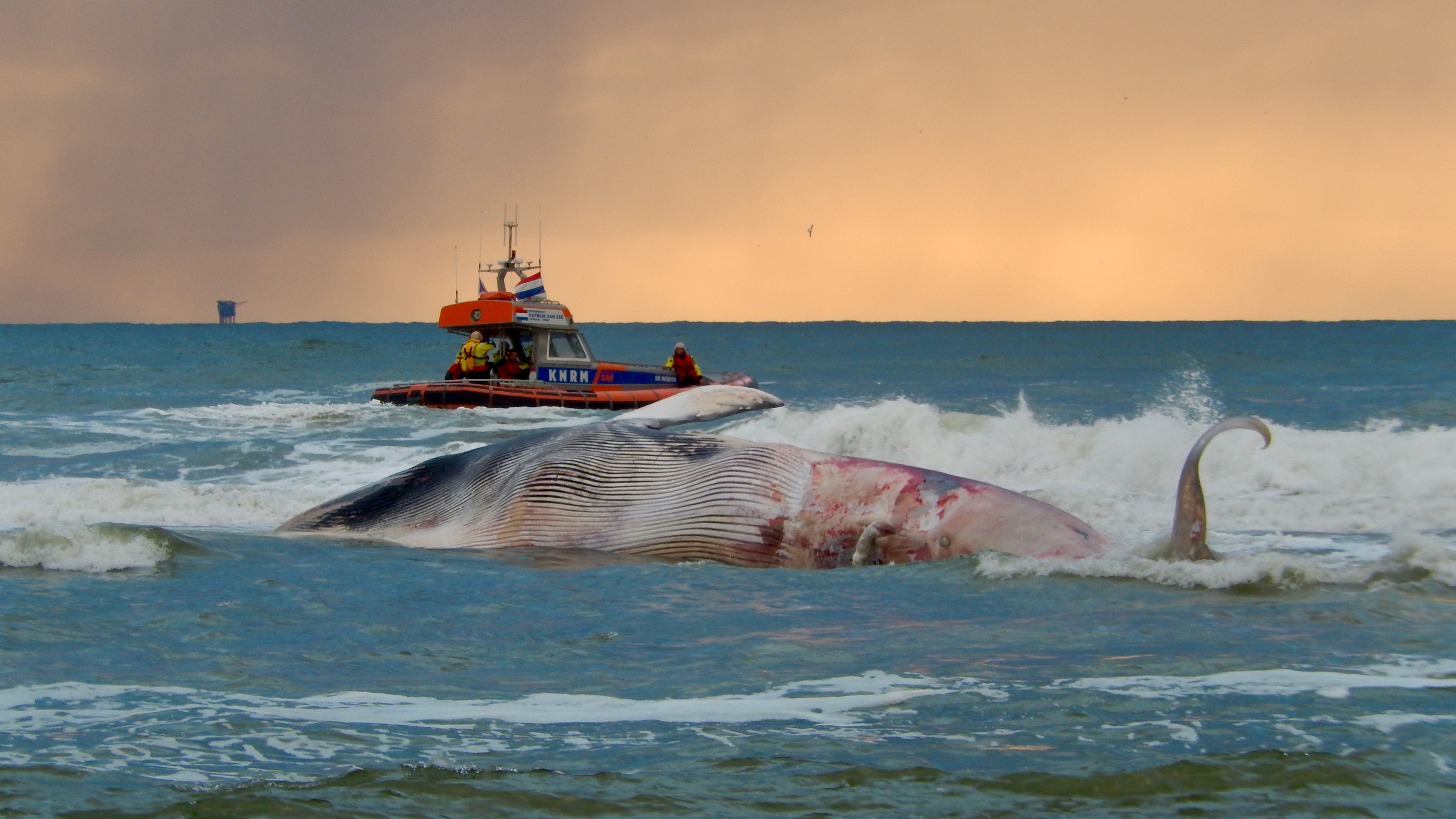
Gestrande gewone vinvis Balaenoptera physalus op 20 augustus 2014 bij Scheveningen, met op de achtergrond een vaartuig van de KNRM.

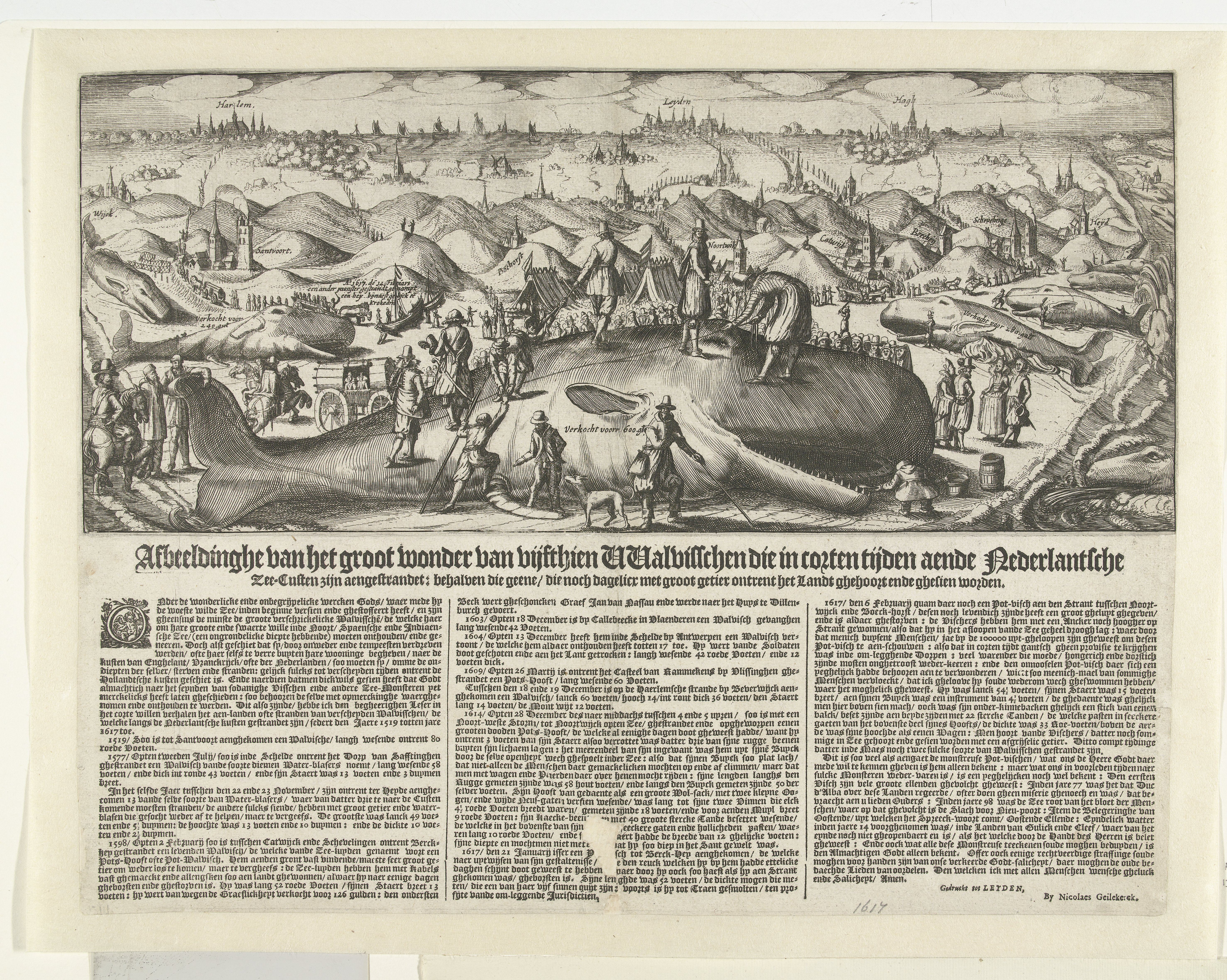
Historische prent uit 1617, met tekst over walvisstrandingen in Nederland.

## Diersoorten

### Walvisachtigen
De meeste strandingen betreffen walvisachtigen (walvissen en dolfijnen). Dan wordt ook gesproken over een walvisstranding. Walvisachtigen kunnen normaliter niet zelfstandig terugkeren naar zee als ze gestrand zijn, en hebben dan professionele assistentie nodig. De overlevingskans van een gestrande walvis is klein, omdat het dier buiten het water snel onder het eigen lichaamsgewicht bezwijkt. Ook is er risico op verdrinken als het spuitgat bij opkomend tij volloopt met water.
Een uitzondering op deze regel is de orka. Als onderdeel van hun jachtstrategie kunnen orka's zich opzettelijk op het strand werpen, en zich vervolgens door te bewegen en gebruik te maken van golven weer terug in zee werken. Orka's kunnen echter ook onbedoeld stranden en daadwerkelijk in de problemen komen.

### Overige zeezoogdieren
Zeehonden, zeeleeuwen, walrussen en zeeotters kunnen als ze gezond zijn prima aan land komen om bijvoorbeeld te rusten. Het is aan een expert om vast te stellen of ze hulp nodig hebben, en dus gestrand zijn. Gestrande zeehonden die verzorging nodig hebben kunnen worden ondergebracht in een zeehondencrèche.
Zeekoeien kunnen, net als walvisachtigen, niet zonder hulp overleven als ze stranden.
De zeezoogdieren waarbij nooit gesproken wordt over een stranding zijn de ijsbeer en de kustotter. Beide soorten leven grotendeels op het land. IJsberen kunnen zich wel tegoed doen aan een gestrande walvis.

### Overige mariene soorten
Voor zeeschildpadden geldt ook dat ze gestrand zijn als ze ziek, dood of hulpbehoevend op het strand of aan de kust zijn.
Bij het aanspoelen van vogels en (grote) vissen zoals haaien en maanvis wordt ook de term stranding gebruikt.

### Niet-mariene soorten
Ook niet mariene diersoorten kunnen onverwacht dood of in nood op het strand worden aangetroffen. Dan wordt meestal niet gesproken over een stranding omdat de dieren weliswaar op dat moment uit zee komen, maar daar niet leven. In Nederland zijn voorbeelden bekend van onder andere bever, damhert en wild zwijn.

## Massastrandingen

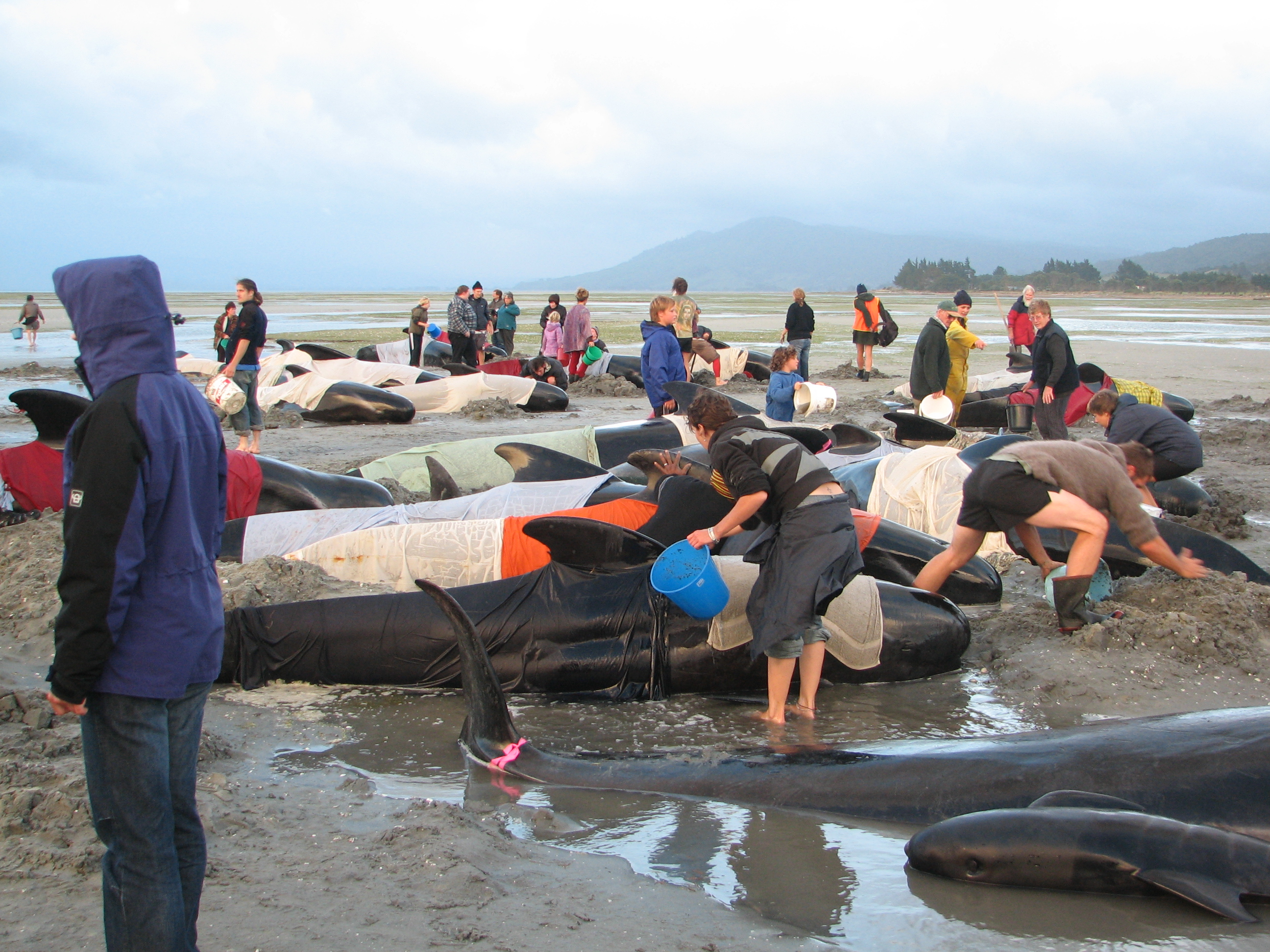
Massastranding van grienden op 20-12-2005 in Nieuw-Zeeland.

Als er meer dan één dier betrokken is bij een stranding (behalve bij een stranding van een moeder met kalf) wordt gesproken over een massastranding of massale stranding. Een massastranding kan betrekking hebben op enkele dieren maar ook een groep van meer dan honderd exemplaren. Massale strandingen komen vooral voor bij tandwalvissen, in het bijzonder dolfijnen, die zeer sociaal gedrag vertonen. Als één individu in ondiep water terecht komt, dan volgt de hele groep.

## Protocol
In Nederland zijn verschillende scenario's uitgewerkt voor strandingen van bijvoorbeeld grote walvisachtigen en zeehonden.
In België worden acties na strandingen gecoördineerd door de Beheerseenheid van het Mathematisch Model van de Noordzee (BMM), een departement van het Koninklijk Belgisch Instituut voor Natuurwetenschappen (KBIN).
Internationale samenwerking is onder andere georganiseerd via het ASCOBANS-verdrag als onderdeel van de Convention on the Conservation of Migratory Species of Wild Animals.

## Oorzaken
De precieze oorzaken van strandingen zijn nog niet bekend. Er zijn is wel uitgebreid onderzoek gedaan naar mogelijke oorzaken. Hieronder staan er een aantal genoemd. In de meeste gevallen gaat het om oorzaken die zich vooral bij walvisachtigen voor kunnen doen, omdat deze dieren het vaakst stranden.

### Ziekte
Een ziek dier heeft onvoldoende kracht of oriëntatie om in geschikte wateren te blijven en strandt. Het kan dan bijvoorbeeld gaan om een verontreiniging of opstapeling van gifstoffen in de voedselketen, een parasitaire aantasting in de luchtwegen, hersenen of het middenoor, of om bacteriële of virale infecties.

### Verdwaald
Een walvis neemt de verkeerde afslag, bijvoorbeeld potvissen die de Noordzee in te zwemmen in plaats van om de Britse eilanden heen richting de Azoren.

### Glooiende kust
Echolocatie werkt minder goed bij een glooiende kustlijn. Dieren die gebruik maken van echolocatie zwemmen zich daardoor vast.

### Stijgende temperatuur
Doordat een voor walvissen ongeschikte zee opwarmt kiezen ze er toch voor om daarin te zwemmen.

### Storm op zee
Als het stormt kost het walvisachtigen moeite om tegen de golven op te zwemmen. Als ze zich laten meevoeren door de stroming kunnen ze in een ongeschikte omgeving terecht komen en stranden.

### Sonar
Sonarsignalen kunnen decompressieziekte veroorzaken bij walvissen, waardoor ze stranden.

### Botsing met een schip
Een botsing met de scheepsschroef, bulbsteven of ander deel van een schip kan een dier doden, verwonden of desoriënteren. Soms wordt een walvis ook meegevoerd door een schip.

### Seismische activiteit
Onderzoekers vermoeden dat seismische activiteit kan leiden tot desoriëntatie van dieren die gebruik maken van echolocatie, en dus tot het stranden van walvisachtigen.

### Zonnestormen en het magnetisch veld van de Aarde
Verstoringen in het magnetische veld van de Aarde, bijvoorbeeld door zonnestormen, kunnen ertoe leiden dat het richtingsgevoel van walvisachtigen wordt verstoord.

## Onderzoek
Gestrande dieren zijn een bron van informatie voor onderzoekers. In Nederland wordt dit onderzoek onder andere gedaan door Naturalis, Universiteit Utrecht, Wageningen Marine Research en Bureau Waardenburg. Tijdens de sectie van een potvis wordt soms het kostbare amber gevonden.

## Collectie
Het dode dier kan na onderzoek geheel of gedeeltelijk als zoölogisch specimen worden opgenomen in wetenschappelijke collecties voor verder onderzoek naar de anatomie, evolutie, en naar variatie binnen de soort. In bijzondere gevallen wordt een gestrand dier geprepareerd om tentoongesteld te worden in een museum.

## Ruimen of laten liggen
Als een gestrand dier ter plaatse overlijdt, dan wordt het kadaver over het algemeen geruimd. Dit om stankoverlast en verspreiding van ziekten te voorkomen.
Een aangespoeld dood dier kan dienen als voedselbron voor andere dieren, en op die manier de lokale biodiversiteit steunen. In sommige gevallen wordt er daarom ook voor gekozen om een gestrand dier niet te ruimen, maar te laten liggen. Een recent voorbeeld is een dwergvinvis die aanspoelde op Rottumerplaat, waarvan de ontbinding werd gemonitord. Dit dier werd overigens wel eerst verplaatst.
Een walviskadaver dat ongemoeid wordt gelaten kan in bijzondere omstandigheden exploderen.